# Teleiodes brevivalva
Teleiodes brevivalva är en fjärilsart som beskrevs av Peter Huemer 1992. Teleiodes brevivalva ingår i släktet Teleiodes och familjen stävmalar. Inga underarter finns listade i Catalogue of Life.